# Love in a Bottle
Love in a Bottle is een Nederlandse romantische komedie film uit 2021 geregisseerd, geschreven en mede geproduceerd door Paula van der Oest. De film ging op 21 mei 2021 in première.

## Verhaal
De film volgt de twee jonge mensen; Lucky en Miles. De twee zien elkaar vluchtig op het vliegveld, maar het is meteen liefde op het eerste gezicht. Desondanks zijn ze beiden haastig onderweg naar huis, omdat de wereld in de greep is van COVID-19.
Wanneer ze beiden thuis zijn gekomen en door de lockdown opgesloten zitten in hun eigen huis, Lucky in Amsterdam en Miles in Londen, besluiten ze contact met elkaar te zoeken en elkaar beter te leren kennen. Hierbij begint hun liefdesgeschiedenis via internet, met de vraag of de relatie standhoudt als ze straks hun huizen weer mogen verlaten na de lockdown.

## Rolverdeling
| acteur              | personage |
| ------------------- | --------- |
| Hannah Hoekstra     | Lucky     |
| James Krishna Floyd | Miles     |

## Achtergrond
De film werd geregisseerd, geschreven en mede geproduceerd door Paula van der Oest, zij werd hierbij bijgestaan door producenten Alain de Levita en Mark van Eeuwen namens Levitate Film. Van der Oest schreef de film tijdens de eerste corona-lockdown, waaruit ze haar inspiratie haalde. De film werd gedraaid op twee sets in Amsterdam en werd in tien draaidagen opgenomen. Hoofdrollen voor de film waren weggelegd voor Hannah Hoekstra en James Krishna Floyd.
Love in a Bottle ging op 21 mei 2021 in exclusieve voorpremière op Picl, het streamingplatform van de Nederlandse filmtheaters. De film ging vervolgens op 24 juni 2021 landelijk in première in de bioscopen en werd overwegend positief ontvangen door de Nederlandse pers.